# Äkta lämlar
Äkta lämlar eller bruna lämlar (Lemmus) är ett släkte i släktgruppen lämlar (Lemmini) av underfamiljen sorkar bland gnagare; som anses omfatta 3–5 arter. De äkta lämlarna bor i arktiska tundraområden och återfinns över hela holarktis, men huvudsakligen i palearktis. 

## Beskrivning
De äkta lämlarna är 10–13,5 centimeter långa (huvud och kropp) med en ytterligare svanslängd på 18–26 mm. De väger mellan 40 och 112 gram och är grå eller bruna. Arterna har en kraftig klo vid tummen. I motsats till halsbandslämlarna byter de inte till en vinterpäls av annan färg.
Arterna gräver på sommaren underjordiska bon som ligger 5 till 30 cm under markytan. Boet är vanligen en upp till en meter lång tunnel samt en kammare som fodras med gräs och andra växtdelar. Före vintern skapar de ovanpå markytan ett näste av torra växtdelar som sedan täcks av snön. Födan utgörs av gräs, blad, lav, bär, rötter och andra växtdelar.
Dräktighetsperioden är 16-23 dagar och kullarna varierar från 1–13 ungar (mestadels cirka 7). Ungarna blir könsmogna på 14 dagar. Äkta lämlar som hölls i fångenskap hade upp till åtta kullar under sommaren. När födotillgång med flera andra förhållanden är gynnsamma kan dessa korta tider leda till en formidabel explosion i antalet individer.
Antalet individer kan fluktuera kraftigt från år till år, i synnerhet i den nordligaste delen av deras utbredningsområde, som Lappland. När populationstrycket blir för högt, ger stora antal av lämlar sig ut på så kallade lämmeltåg, och enligt myten begår lämlarna massjälvmord i samband med dessa vandringar. Det som är sant är att många djur inte överlever dessa vandringar på jakt efter nya områden att leva på. 
Fjällräven livnär sig i hög utsträckning på lämlar, och deras förmåga till överlevnad och reproduktion är i hög grad knuten till antalet lämlar.

## Arter
Wilson & Reeder (2005) samt IUCN listar fem arter i släktet:
- Fjällämmel, Lemmus lemmus, Skandinavien, Kolahalvön
- Sibirisk lämmel, Lemmus sibiricus, Sibirien
- Brun lämmel, Lemmus trimucronatus, arktiska regionerna i Alaska och Kanada
- Lemmus portenkoi, Wrangelön
- Lemmus amurensis, östra Sibirien från Amurbäckenet till Kamtjatka

Den bruna lämmeln och Lemmus portenkoi anses ofta vara underarter till den sibiriska lämmeln.
Äkta lämlar är inte hotade i beståndet. IUCN listar nästan alla arter som livskraftig (LC), bara Lemmus portenkoi listas med kunskapsbrist (DD).